# Music & Media
Music & Media — европейский еженедельный журнал, издаваемый с 1984 по 2003 год. Журнал был посвящён индустрии развлечений на территории Европы.

## История
Еженедельник начал выходить в марте 1984 года и имел название Eurotipsheet, его издателем был European Media Report, базировавшийся в Амстердаме. Помимо новостей о музыкальной индустрии и радио, журнал публиковал общеевропейские чарты продаж альбомов и синглов, а также радиочарт, на основе данных, поступающих из некоторых стран Европы. Год спустя журнал начал сотрудничество с американским еженедельном Billboard, а в апреле 1986 года превратилось в его дочернее издание с новым названием Music & Media. В мае 1988 года еженедельник подписал контракт с концерном Coca-Cola, который в течение последующих пяти лет был спонсором журнала. В начале 1997 года штаб-квартиру журнала перенесли из Амстердама в Лондон. В сентябре 1999 года началась публикация танцевального чарта European Dance Traxx. Последний номер вышел в августе 2003 года.

## Чарты
- European Top 100 Albums
- Eurochart Hot 100 Singles
- European Airplay Top 50
- European Hit Radio Top 40
- European Radio Top 50
- Adult Contemporary Europe
- European Dance Radio
- European Dance Traxx